# La Turbie
 La Turbie  es una población y comuna francesa, en la región de Provenza-Alpes-Costa Azul, departamento de Alpes Marítimos, en el distrito de Niza y cantón de Beausoleil.

## Demografía
| 1522 | 1761 | 1826 | 1969 | 2609 | 3021 |
| Para los censos de 1962 a 1999 la población legal corresponde a la población sin duplicidades (Fuente: INSEE [Consultar]) |      |      |      |      |      |